# Sonam Lhundrup
Sonam Lhundrup (tibetano: བསོད་ནམས་ལྷུན་གྲུབ་; 1456 – 1531) è stato un monaco buddhista tibetano.

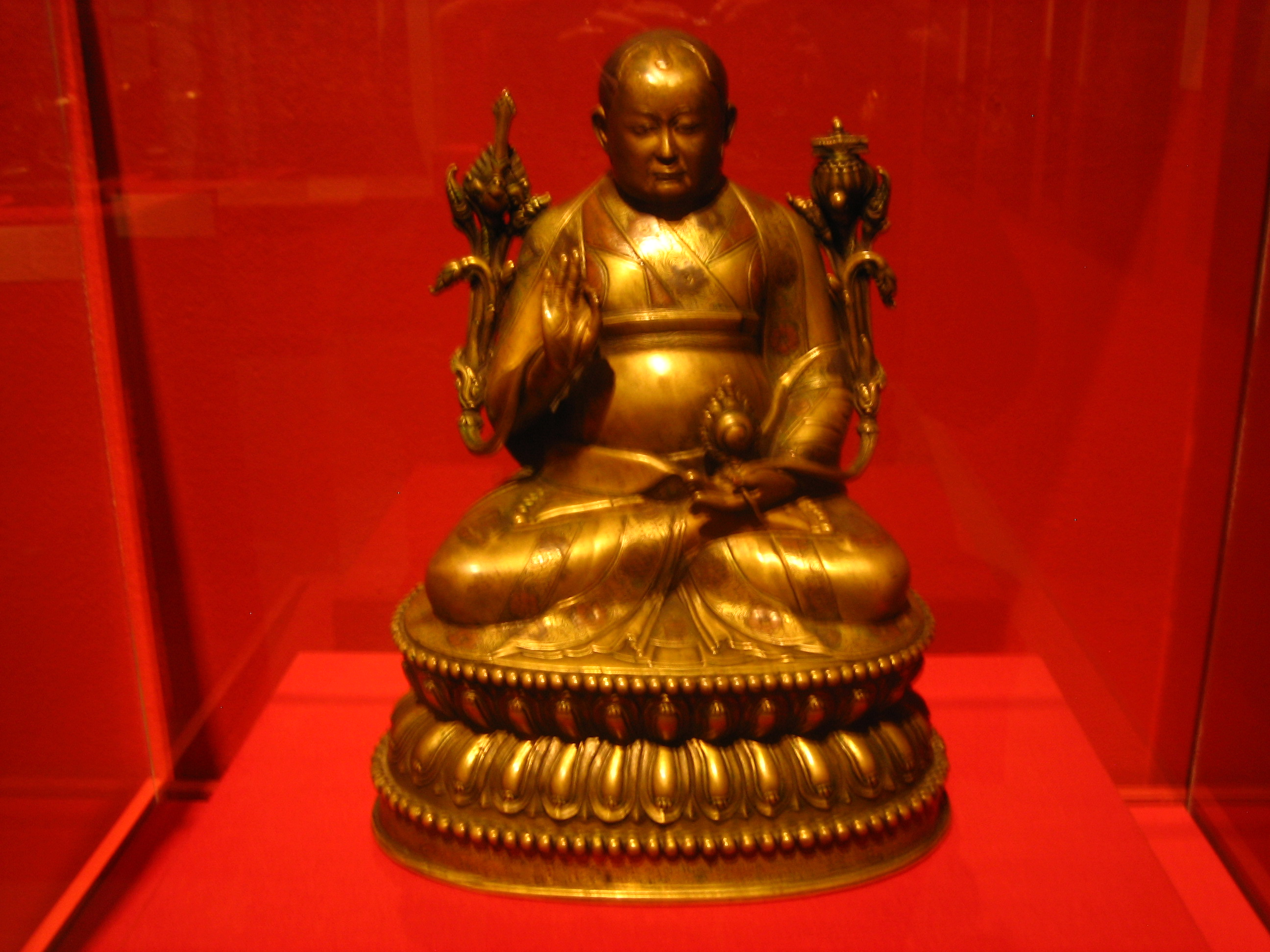
Sonam Lhundrup (scultura del XVI secolo)

Fu un abate del Mustang figlio di Agon Sangpo.